# Reprovação do Orçamento de Estado para 2022 em Portugal
A reprovação do Orçamento de Estado para 2022 em Portugal foi uma decisão tomada pela Assembleia da República Portuguesa no dia 27 de outubro de 2021. Tendo os votos a favor do Partido Socialista (108), o partido do governo; os votos contra do PSD (79), do CDS-PP (5), do Bloco de Esquerda (19), do PCP (10), do PEV (2), do CHEGA (1) e da Iniciativa Liberal (1); as abstenções do PAN (3) e das duas deputadas não inscritas. 

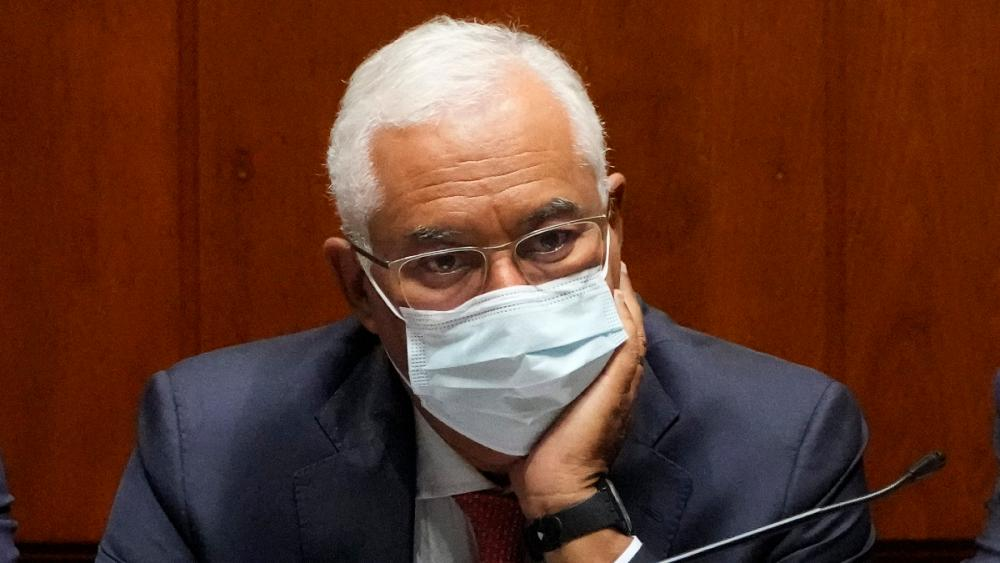
O primeiro-ministro António Costa, após a rejeição do Orçamento de Estado para 2022.

Tendo o Governo apresentado no início de outubro a proposta de Orçamento de Estado para 2022 no Parlamento, a oposição do governo (PSD, CDS, CHEGA, IL) anunciaram que aquele era um fraco orçamento e que não correspondia às necessidades dos portugueses. Porém, dias depois o Bloco de Esquerda e o Partido Comunista Português anunciaram que também iam votar contra, lembrando que estes dois partidos eram os parceiros mais fieis do governo socialista. 
Após estes pré-anúncios, o primeiro-ministro António Costa recusou-se a negociar com os partidos por entender que aquele era um bom orçamento. Logo, no dia 27 de outubro de 2021, confirmou-se o inevitável. O orçamento foi reprovado com 117 votos contra, 108 votos a favor, e 5 abstenções. Com isto, o governo perdia a sua legitimidade por se comprovar que não tinha maioria no Parlamento, cabendo ao Presidente da República anunciar os próximos passos. Anúncio esse que foi feito no dia 4 de novembro, o Presidente da República Marcelo Rebelo de Sousa anunciou que com a reprovação do Orçamento de Estado para 2022 iria proceder à dissolução da Assembleia da República e marcar eleições legislativas para 30 de janeiro de 2022. 